# Ictioplâncton
Em biologia pesqueira chama-se ictioplâncton ao conjunto dos ovos e larvas de peixes que apresentam um comportamento planctónico.